# اتفاقی از نسبت‌های یادبود
اتفاقی از نسبت‌های یادبود (به انگلیسی: A Happening of Monumental Proportions) فیلمی محصول سال ۲۰۱۷ و به کارگردانی جودی گریر است. در این فیلم بازیگرانی همچون الیسون جنی، کامن، جنیفر گارنر، کیتی هلمز، برادلی وایتفورد، جان چو، آندرس هولم، استورم رید، نت فکسون، کمیل نانجیانی و کیانو ریوز ایفای نقش کرده‌اند.